# Die New-York-Trilogie
Die New-York-Trilogie hat dem amerikanischen Schriftsteller Paul Auster (1947–2024) international zum Durchbruch verholfen. Sie besteht aus den Romanen Stadt aus Glas (City of Glass, 1985), Schlagschatten (Ghosts, 1986) und Hinter verschlossenen Türen (The Locked Room, 1987).
Die Handlungen dieser Romane spielen in New York und zeigen Protagonisten, die beauftragt werden oder davon besessen sind, jemanden zu finden oder zu observieren. Auf ihrer Suche stoßen sie jedoch auf immer neue Unklarheiten und verlieren sich schließlich selbst. Wie in anderen postmodernen Romanen zeigt sich der metafiktionale Charakter von Austers Trilogie darin, dass der Autor selbst in das fiktive Geschehen einbezogen wird.

## Inhalt

### Stadt aus Glas
Im Roman Stadt aus Glas wird die Hauptperson, ein Schriftsteller namens Daniel Quinn, für einen Privatdetektiv namens Paul Auster (dies entspricht dem Namen des Autors des Buches) gehalten. Quinn – der die Rolle annimmt – wird damit beauftragt, den scheinbar geistig verwirrten Religionsforscher Peter Stillmann sr. zu observieren, denn dessen Sohn Peter Stillman jr. fürchtet, der Vater trachte ihm nach dem Leben. Der Vater hat bis vor kurzem eine Haftstrafe verbüßt – er hielt seinen Sohn jahrelang in einem dunklen Zimmer gefangen, um herauszufinden, ob er ohne jeglichen Kontakt zu anderen Menschen die Sprache Gottes erlernen würde.
Quinn heftet sich an die Fersen von Stillman sr., bis er ihn schließlich doch verliert – er scheint wie vom Erdboden verschluckt. Um Stillman jr. zu schützen, postiert sich Quinn in der Nähe seines Hauses, die Eingangstür immer in den Augen behaltend. Es vergehen Monate, ohne dass etwas geschieht.
Schließlich verlässt Quinn seinen Posten doch. Es stellt sich nicht nur heraus, dass seine Wohnung in seiner Abwesenheit geräumt und neu vermietet wurde, er erfährt auch, dass sich Stillman sr. am Tag seines Verschwindens umgebracht hat. Der mittellose Quinn kehrt zur Wohnung von Stillman jr. zurück, doch er und seine Frau wohnen dort schon lange nicht mehr. Quinn muss erkennen, dass er nichts mehr hat außer seinem roten Notizbuch, in welchem er den Fall Stillman dokumentiert hat.

### Schlagschatten
Der Privatdetektiv Blue bekommt von White den Auftrag, Black zu beschatten, ohne zu wissen warum. Er lässt sich in einer Einzimmerwohnung nieder, von wo aus er direkt in die Wohnung von Black sehen kann, der nichts anderes macht als zu schreiben, zu lesen und gelegentlich Lebensmittel einzukaufen. Der Fall ist rätselhaft für Blue. Langsam verdichtet sich sein Verdacht, dass Black selbst sein Auftraggeber ist. Nach ungefähr 16 Monaten will er handeln, um Blacks Geheimnis zu ergründen. Es gelingt ihm, teilweise in Verkleidung, mit Black Gespräche zu beginnen. Als Black seine Wohnung verlässt, dringt Blue dort ein und stiehlt Blätter eines Manuskripts. Es sind Blues eigene wöchentliche Berichte. Blue sucht Black in dessen Wohnung auf, Black bedroht ihn, Blue schlägt ihn nieder und stiehlt das richtige Manuskript. Der Fortgang bleibt offen.
Schlagschatten ist die Umarbeitung von Austers Einakter Blackouts aus dem Jahr 1976.

### Hinter verschlossenen Türen
Der Schriftsteller Fanshawe, der nie etwas veröffentlicht hat, verschwindet spurlos und hinterlässt seine Frau Sophie und einen gemeinsamen Sohn. Sophie hält ihn nach ergebnislosen Nachforschungen durch einen Privatdetektiv für tot und beauftragt – wie ihr Mann es wünschte – den namenlosen Ich-Erzähler, einen Kritiker, den Nachlass zu sichten. Der Erzähler ist ein Jugendfreund von Fanshawe, er hatte aber seit langem keinen Kontakt mehr zu ihm. Es gelingt ihm, einen Verleger zu finden, und der Autorenname Fanshawe wird berühmt, als Person bleibt er aber verschwunden. Da erhält der Erzähler einen Brief von Fanshawe, der weiterhin für tot gehalten werden möchte und den Erzähler warnt. Er, Fanshawe, werde ihn töten, wenn er ihn aufspüre. Er bittet den Erzähler, Sophie zu heiraten und ihn so auch als Vater seines Sohnes Ben zu vertreten.
Der Erzähler gerät in eine Krise, weil er erkennt, dass er Sophie von diesem Brief nichts sagen darf, wenn er sie nicht verlieren will. Die Krise verstärkt sich, als er dem Verleger verspricht, eine Biografie des angeblich toten Fanshawe zu schreiben. Er forscht nun nach Tatsachen und hat doch das Gefühl, nie zur Wahrheit durchdringen zu können und zu dürfen. Dadurch entfernt er sich auch immer weiter von Sophie. Obwohl er das Biografieprojekt bald aufgibt, besucht er Fanshawes Mutter, liest Fanshawes Briefe, fliegt nach Paris, wo Fanshawe gelebt, und wohnt in dem Landhaus, in dem er sich zeitweise aufgehalten hat, findet jedoch keine Spur seines Jugendfreundes, die er verfolgen könnte. Einmal hält er einen Fremden irrtümlich für Fanshawe und besteht so lange trotzig auf seiner Fehleinschätzung, bis der Fremde wütend wird und ihn bewusstlos schlägt. Er kehrt nach New York zurück, söhnt sich mit Sophie aus – und erhält erneut einen Brief von Fanshawe. Fanshawe gibt ihm eine Adresse in Boston an, unter der er vom Ich-Erzähler besucht werden will. Das Haus ist verfallen und eingesunken. Nur durch eine Tür getrennt, erklärt Fanshawe dem Erzähler, dass er bereits Gift genommen habe und sterben werde. Als der Erzähler die Tür öffnen will, demonstriert ihm Fanshawe durch das Abfeuern eines Schusses, dass er einen Revolver hat, mit dem er ihn erschießen wird, wenn er weiter zu ihm zu gelangen versucht. Er hat in einem Schrank hinter dem Erzähler ein rotes Notizbuch hinterlegt, das alles erklären soll, aber nur Unverständliches enthält.
Am Ende schreibt der Erzähler, dass Stadt aus Glas, Schlagschatten und Hinter verschlossenen Türen letzten Endes dieselbe Geschichte seien, nur in einem anderen Stadium. So heißt der Detektiv, den Sophie nach Fanshawes Verschwinden beauftragt hat, Quinn. Ein Fremder, den der Erzähler in Frankreich für Fanshawe hält und verfolgt, nennt sich Peter Stillman.

## Interpretationsansatz
Unter dem Einfluss der modernen französischen Literatur versucht Auster in seiner New-York-Trilogie einen Text zu entwerfen, der dem veränderten Stadtbild der Gegenwart gerecht wird, indem er postmoderne Schreibweisen innovativ zu einem neorealistischen Stil weiterentwickelt. Im Unterschied zu vorherigen Versionen des amerikanischen Stadtromans beispielsweise bei John Dos Passos befinden sich die Techniken der modernen Architektur, die zuvor im Roman noch für Stabilität sorgten, in Austers Werk in einer Auflösung, die sich als allgemeine Verfallserscheinung auch auf die konstitutiven Bauelemente des Romans an sich auswirkt.
Das einzige formgebende Gattungselement des Romans liegt hier in der narrativen Struktur des Detektivromans, die der gesamten New-York-Trilogie zugrunde liegt, allerdings bereits wie in Thomas Pynchons The Crying of Lot 49 (1966) in einer eindeutig antidetektivischen Ausrichtung. Die auf allen Ebenen herrschende Konfusion, die letztlich aus einer apokalyptischen Sprachverwirrung resultiert, bedeutet von vornherein das Scheitern oder die Unmöglichkeit eines jeden detektivischen Unterfangens.
Quinn, der Verfasser von Detektivgeschichten, wird selber für einen Detektiv gehalten und von Peter mit der Observation seines psychischen kranken Vaters beauftragt. Dieser hatte seinerseits als Theologieprofessor seinen Sohn während dessen Kindheit von der Außenwelt isoliert, um auf diese Weise über die unverdorbene Kindersprache jene Einheit der Sprache zurückzuerlangen, die durch die Sprachverwirrung beim Turmbau von Babel verlorengegangen war.
Mit der Rückgewinnung eines solchen eindeutigen sprachlichen Referenzsystems wäre es sodann möglich, die dem Turmbau von Babel vergleichbare Schreckenserscheinung der modernen New Yorker Metropole wiederum in einen paradiesischen Urzustand zu verwandeln. Die Suche des fanatischen Religionswissenschaftlers nach der Zeit vor dem sprachlichen Sündenfall läuft jedoch ebenso ins Leere wie die Suche des ambitionierten Detektivschriftstellers nach den Motiven des Professors.
Die verwirrende Vielfalt der Fährten lässt Quinn schließlich zu seinem eigenen Objekt der Suche werden. Nachdem er die Spur des Professors verloren hat, gelingt es ihm nicht mehr, sich von diesem Fall zu lösen. Er wird dadurch zur Personifikation seiner eigenen Fiktionen, da er nicht mehr zwischen dem erfundenen und dem realen Geschehen zu unterscheiden vermag. Am Ende nimmt er die Rolle des Stadtstreichers ein, die er anfangs einzig als Verkleidung gewählt hatte.
Die Bedrohungen und Gefahren der Stadt ergeben sich aus dieser Verwirrung der Sprache und der Wahrnehmung: Die Objekte der Stadt erscheinen als bloße sprachliche Chiffren, die wie alle sprachlichen Äußerungen ihren realen Hintergrund längst verloren haben und einzig noch Fiktionscharakter besitzen. Aus diesem Grunde sind ebenso die Charaktere und ihre Handlungen fiktional und von dem aus der Konfusion resultierenden universellen Verfall und Identitätsverlust betroffen.
Die Furcht vor dem Zusammenbruch der Identität findet ihre augenscheinliche Parallelität in dem Auseinanderfallen der Stadtlandschaft.  Wie auch in seinen anderen Romanen bringt Auster mit dem dargestellten Verlust jeglicher Stabilität oder Sicherheit zugleich seine Kritik an den dehumanisierenden Momenten der postindustriellen Gesellschaft und postmodernen Lebenswirklichkeit zum Ausdruck.
Die Beobachtungen in der Stadt, die mit neorealistischen Techniken hervorgehoben werden, lassen sich ebenso wie die Beschreibung des psychischen Leidens als realistische Schilderung eines bizarren postmodernen Stadtlebens verstehen, die in Austers Dystopie In the Country of Last Things (1987) und seinem nächsten Roman Moon Palace (1989) zu der apokalyptischen Endzeitvision einer im Sterben liegenden Großstadt ausgeweitet werden.

## Werkgeschichtlicher Hintergrund
Nach dem bescheidenen Erfolg seines Prosa-Debüts Die Erfindung der Einsamkeit, das einen Versuch der Annäherung an seinen verstorbenen Vater darstellt, wird Stadt aus Glas zunächst von 17 Verlagen abgelehnt, gelangt dann aber auf die Nominierungsliste für den Edgar Allan Poe Award. Mit der Veröffentlichung der Trilogie wird Auster schließlich weltbekannt. Als junger Mann hat er Chandler und Hammett gelesen. Hier benutzt er Versatzstücke der Kriminalliteratur und jeder der drei Romane wirkt zu Beginn eher wie eine klassische Detektivgeschichte. Der erst 1998 im Anhang des Auster-Porträtbandes Von der Hand in den Mund: Eine Chronik früher Fehlschläge in größerer Auflage publizierte Detektivroman Squeeze Play, den er 1978 unter dem Pseudonym Paul Benjamin aus rein kommerziellen Gründen zu veröffentlichen versucht hatte und der 1982 erstmals gedruckt vorlag, war eine Art Vorläufer.
„Im Idealfall ist der Kriminalroman eine der reinsten und faszinierendsten Formen des Geschichtenerzählens schlechthin. Die Vorstellung, dass jeder Satz wichtig ist, dass jedes Wort von Bedeutung sein kann, treibt den Autor zu Höchstleistungen. Und nur aus diesem Grund hat mich das Genre so interessiert.“
Die Beobachtungen und Nachforschungen der Protagonisten münden jedoch nicht in die Aufklärung eines Kriminalfalles oder die Erledigung eines Auftrags. Sie reflektieren und veranschaulichen vielmehr ihr persönliches Schicksal und führen im weiteren Verlauf der Handlung zur Selbsterkenntnis. Austers Detektivgeschichten sprengen den gewöhnlichen Rahmen dieses Genres. Die Form dient der Darstellung und Analyse existentieller Probleme und Fragen nach der menschlichen Identität. Die Trilogie trägt Attribute des postmodernen Romans.

## Zitat
„Jeder Roman der Trilogie handelt von einer exzessiven Leidenschaft. Stadt aus Glas spielt auf Don Quijote an (…): Wo verläuft die Grenze zwischen Wahnsinn und Kreativität? Wo verläuft die Grenze zwischen Wirklichkeit und Fantasie? In Schlagschatten herrscht der Geist von Thoreau (…) die Idee, ein Leben in Einsamkeit zu führen, sich wie ein Mönch auf sich selbst zurückzuziehen – einschließlich der Gefahren, die das mit sich bringt. (…) In Hinter verschlossenen Türen ist übrigens der Name Fanshawe eine direkte Anspielung auf Hawthornes (…) ersten Roman. Er hat ihn in sehr jungen Jahren geschrieben, und kaum war das Buch erschienen, distanzierte er sich innerlich davon…“ – Paul Auster.

## Ausgaben
- The New York Trilogy. Faber&Faber, London 1987, ISBN 0-571-16864-7.
  - Übersetzung: Die New-York-Trilogie. Deutsch von Joachim A. Frank. Rowohlt, Reinbek 1989, ISBN 3-499-12548-X.
- City of Glass, 1994. Graphic Novel von David Mazzucchelli und Paul Karasik. Herausgegeben von Art Spiegelman
  - Übersetzung: Paul Auster’s Stadt aus Glas. Rowohlt, Reinbek 2002, ISBN 978-3-499-13693-1.